# Henri Gervex

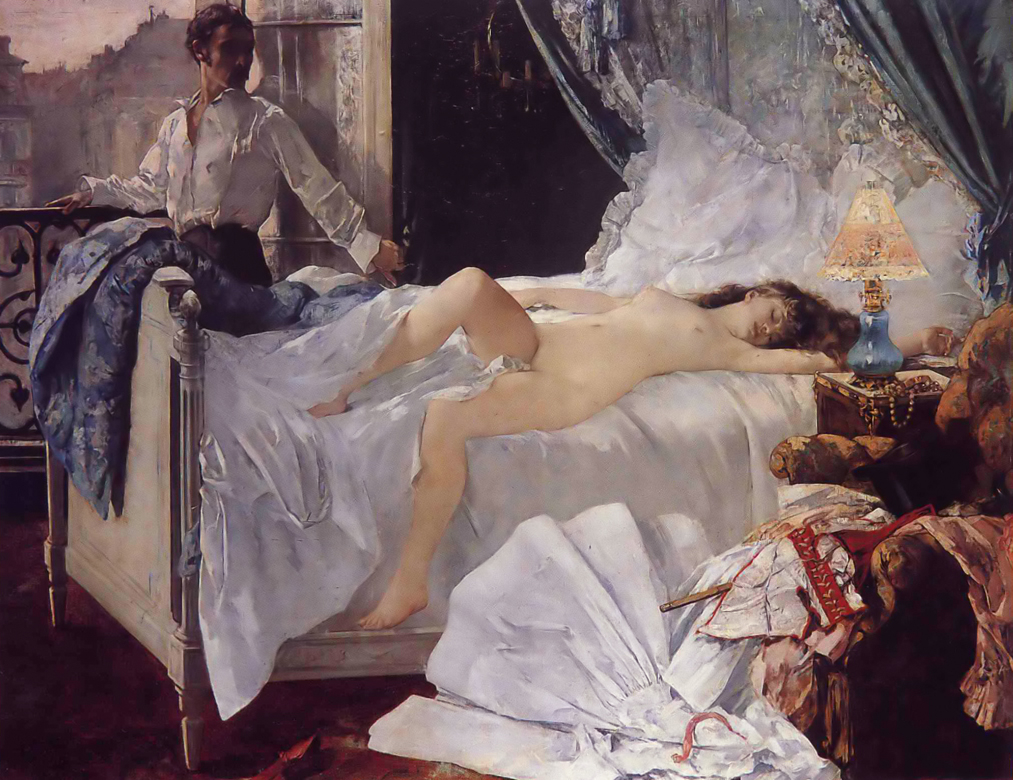
Rolla (1878, Musée des Beaux-Arts de Bordeaux)

Henri Gervex (ur. 10 grudnia 1852 w Paryżu, zm. 7 czerwca 1929 tamże) – francuski malarz łączący w swej twórczości cechy akademizmu i impresjonizmu.
Był uczniem Brisseta, Cabanela i Fromentina. Od 1873 wystawiał na paryskim Salonie, gdzie wkrótce otrzymał medal II klasy (1874) za obraz satyra igrającego z menadą. Skandal wywołany odrzuconym obrazem Rolla (1878) nie stanął na przeszkodzie jego dalszej oficjalnej karierze. Był członkiem jury na dwóch Wystawach Światowych (1889, 1900), w 1913 wybrano go do gremium Institut de France z ramienia akademii sztuk pięknych. Poza przyznanymi odznaczeniami obcymi, odznaczany był też kolejnymi stopniami orderu Legii Honorowej.  
Pod względem warsztatowym wyróżniał się dużą sprawnością, malował nowatorskie w formie obrazy o tematyce współczesnej, w których zręcznie łączył ją z łatwą w odbiorze formą. Swą kolorystyczną paletę rozjaśniał pod wpływem malarstwa impresjonistów, z którymi utrzymywał stałe kontakty. Prace o charakterze dekoracyjnym pozostawił w różnych miejscach Paryża (m.in. ratusz XIX dzielnicy, restauracja Dworca Lyońskiego). 
Do jego najbardziej znanych prac należy Rolla, obraz namalowany pod wpływem romantycznego poematu de Musseta o tym samym tytule (1833). Zgłoszony do paryskiego Salonu, został odrzucony ze względu na niemoralny charakter (podobnie jak wcześniej Olimpia Maneta). Oburzony twórca wystawił go w witrynie sklepu, przyciągając tłumy paryżan i jedynie zwiększając tym swą popularność. Natomiast za modernistyczną parafrazę znanego płótna Rembrandta Lekcja anatomii doktora Tulpa uważany jest powstały w 1887 obraz, zatytułowany Doktor Péan w szpitalu Salpétrière (lub Przed operacją).